# Crookes' radiometer
Crookes' radiometer, solmøllen eller lysmøllen er en (sol)strålingsmåler opfundet af Sir William J. Crookes (17. juni 1832 – 4. april 1919) i 1873; består af en drejelig propel af glimmer, sværtet sort med kønrøg på den ene side. Møllen er anbragt i en udpumpet glasbeholder med et optimalt lufttryk på omkring 1 pascal (ca. 1/100 mmHg) med minimal friktion. Crookes' radiometer ligner en elektrisk pære.
Ved et lufttryk under ca. 10−4 pascal kan rotoren ikke dreje rundt via belysning eller temperaturforskelle.

## Rotation
Der er flere forklaringer gennem historien på at rotoren roterer med et lysindfald der belyser hele radiometersiden:
- Den rigtige forklaring, beskrevet af Maxwell i 1879, er baseret på termiske effekter langs kanten af bladene. Gasmolekylerne har forskellig hastighed på kold og varm side som giver ophav til kræfter langs kanten, fordi gasmolekyler accelereres mere fra varm end kold bladkant.
- Den forkerte forklaring er at lysfotonernes impuls trykker mest på de sorte bladsider. Dette er forkert, da impulsen ved refleksion (blank bladside) er dobbelt så stor som absorption (sort bladside). Hvis det var lysfotonernes impuls i sig selv som var årsagen til rotationen ville den sorte side være forrest i rotationsretningen.

Det skal dog bemærkes at følgende YouTube video viser Crookes' radiometer drevet af en 5 mW grøn laser belyst mest på midten af den sorte side.
Det skal bemærkes at et køligt radiometer også roterer med blank side forrest i rotationsretningen ved opvarmning af f.eks. hænder lagt på glasset. Omvendt vil en afkøling at et varmt radiometer rotere med sort side forrest i rotationsretningen.